# 愛爾蘭國家足球隊 (1882年—1950年)
愛爾蘭國家足球隊（英語：Ireland national football team）代表愛爾蘭島在1882年至1950年期間參加國際足球賽事，由愛爾蘭足球協會（IFA）組織，是世界上歷史第四最悠久的國際足球代表隊，主要參加英格蘭、蘇格蘭和威爾斯之間的英國本土四角錦標賽，雖然經常與威爾斯競爭以避免獲得「木勺」（即在比賽中排名最後的象徵），但愛爾蘭在1914年贏得錦標賽，並在1903年與英格蘭和蘇格蘭共享冠軍。在1920年代愛爾蘭分治後，儘管IFA對俱樂部足球的管理僅限於北愛爾蘭，但國家隊在1950年之前仍然繼續從愛爾蘭挑選球員。愛爾蘭國家隊在1954年在國際足協舉辦的比賽中才正式採用“北愛爾蘭”這個名稱，而在1970年代的英國本土錦標賽中才採用。在1924年，由愛爾蘭足球協會以「愛爾蘭自由邦足球總會」（Football Association of the Irish Free State）名義加入國際足協，並組織另一支隊伍代表“愛爾蘭”，即是現在的愛爾蘭共和國國家足球隊。

## 大賽成績

### 國際足協世界盃紀錄
在1928年夏季奧林匹克運動會足球比賽的準備期間，國際足協裁定所有會員協會必須提供「破碎時間」（一種補償機制，旨在幫助球員在參加比賽期間彌補因缺勤而失去的收入。）支付，以涵蓋參加比賽球員的開支。對於他們認為不可接受的干預，蘇格蘭、英格蘭、愛爾蘭和威爾士足球協會舉行了一次會議，決定集體退出國際足協 。這一決定導致愛爾蘭未能參加前三屆世界盃比賽。
| 1930年 | 未參賽   | 未參賽   | 未參賽   | 未參賽   | 未參賽   | 未參賽   | 未參賽   | 未參賽   | 未參賽 | 未參賽 | 未參賽 | 未參賽 | 未參賽 | 未參賽 |
| 1934年 | 未參賽   | 未參賽   | 未參賽   | 未參賽   | 未參賽   | 未參賽   | 未參賽   | 未參賽   | 未參賽 | 未參賽 | 未參賽 | 未參賽 | 未參賽 | 未參賽 |
| 1938年 | 未參賽   | 未參賽   | 未參賽   | 未參賽   | 未參賽   | 未參賽   | 未參賽   | 未參賽   | 未參賽 | 未參賽 | 未參賽 | 未參賽 | 未參賽 | 未參賽 |
| 1950年 | 未能出線 | 未能出線 | 未能出線 | 未能出線 | 未能出線 | 未能出線 | 未能出線 | 未能出線 | 3      | 0      | 1      | 2      | 4      | 17     |
| 總數   | –        | 0/4      | 0        | 0        | 0        | 0        | 0        | 0        | 2      | 0      | 1      | 2      | 4      | 17     |

## 外部連結
- 愛爾蘭足球協會 （页面存档备份，存于）
- RSSSF
  - (北愛爾蘭) – 國際比賽成績 （页面存档备份，存于）
  - 英國本土錦標賽 1903 （页面存档备份，存于）
  - 英國本土錦標賽 1914 （页面存档备份，存于）